# New York City Hall
New York City Hall – siedziba urzędu miasta Nowego Jorku.
Budynek został zaprojektowany przez architektów Josepha François Mangina i Johna McComba Jr. Ukończono go w 1812 roku.

## Historia
W XVII wieku na pierwszy oficjalny ratusz w Nieuw Amsterdam Duńczycy przekształcili tawernę. Drugą siedzibę lokalnych władz wznieśli już Anglicy w latach 1699–1700. Znajdowała się przy Wall Street. Odremontowano ją z okazji inauguracji prezydenta Jerzego Waszyngtona 30 kwietnia 1789 roku. W 1802 roku miasto ogłosiło konkurs na projekt architektoniczny nowego ratusza. Wygrali go emigrant z Francji Joseph François Mangin i nowojorczyk John McComb Jr. By zmniejszyć koszty budowy, architekci musieli zmodyfikować plany, m.in. skrócono skrzydła budynku i przekształcono kopułę. Z planów zniknęła też większość dekoracji rzeźbiarskich. Ratusz został zaprojektowany w stylu federalnym z wyraźnymi wpływami francuskimi (dekoracyjne kolumny i pilastry w stylu korynckim i jońskim). W momencie ukończenia w 1812 roku City Hall był jednym z trzech najwyższych budynków w Nowym Jorku. Pierwotnie, oprócz pomieszczeń urzędowych w budynku znajdowały się: piwnice, kaplica, areszt i mieszkanie zarządcy.